# Hampsonodes melagona
Hampsonodes melagona là một loài bướm đêm trong họ Noctuidae.